# Alain Tasma
Pour les articles homonymes, voir Tasma.
Alain Tasma est un réalisateur et scénariste français.

## Carrière
En 1981, il commence sa carrière en tant qu'assistant réalisateur de François Truffaut pour le film La Femme d'à côté, de Jean-Luc Godard pour Passion (1982), de Barbet Schroeder pour Tricheurs (1984) et d'Arthur Penn pour Target (1986).
En 1988, il présente son premier court métrage Jours de vagues, en tant que scénariste et réalisateur, pour lequel il récolte les prix du public et du meilleur téléfilm au Festival international du court métrage de Clermont-Ferrand, en 1989.
En 2003 ou 2004, il est confié à la réalisation du téléfilm Nuit noire, 17 octobre 1961 pour Canal+, et collabore au scénario  et les séquences avec l'historien Patrick Rotman.

## Filmographie

### En tant que réalisateur

#### Cinéma

##### Long métrage
- 2009 : Ultimatum

##### Court métrage
- 1988 : Jours de vagues

#### Télévision

##### Téléfilms
- 1990 : Les Chemins de traverses (documentaire)
- 1993 : Une femme sans histoire
- 1994 : Les Brouches
- 1995 : Facteur VIII
- 1995 : Parents à mi-temps
- 1996 : Long cours
- 1997 : Un printemps de chien
- 1998 : Une leçon d'amour
- 2001 : Sophie Rousseau, la vie avant tout : Nature mortelle
- 2003 : Par amour
- 2003 : À cran
- 2003 : Mata Hari, la vraie histoire
- 2004 : Procès de famille
- 2004 : À cran, deux ans après
- 2005 : Nuit noire, 17 octobre 1961
- 2006 : Harkis
- 2007 : La Surprise
- 2007 : Opération Turquoise
- 2009 : Sous un autre jour
- 2010 : Fracture
- 2011 : Emma
- 2013 : Alias Caracalla, au cœur de la Résistance
- 2014 : L'Héritière
- 2015 : Neuf jours en hiver
- 2017 : Le Viol
- 2019 : Je sais tomber
- 2026 : Impacts

##### Séries télévisées
- 1989 : Les Compagnons de l'aventure : Les Six Compagnons (épisode 2 : Les Six Compagnons et le Château maudit)
- 1990 : Euroflics (Eurocops) (saison 3, épisode 10 : Alice en enfer)
- 1990 : Fleur bleue (mini-série)
- 1992 : Maigret (épisode 6 : Maigret et la nuit du carrefour)
- 1992 : Haute Tension (épisode : Les Mauvais Instincts)
- 1994 : Police secrets (épisode : La Bavure)
- 1999 : Les Duettistes (épisode : Une dette mortelle)
- 2000 : Un flic nommé Lecoeur (2 épisodes)
- 2001 : Rastignac ou les Ambitieux (4 épisodes)
- 2001 : Sophie Rousseau : La vie avant tout
- 2002 : Regards d'enfance (épisode : Ça s'appelle grandir)
- 2006-2010 : Les Bleus : Premiers pas dans la police (4 épisodes)
- 2011 : XIII, la série (4 épisodes)
- 2013 : Alias Caracalla, au cœur de la Résistance (2 épisodes)
- 2014 : Taxi Brooklyn (2 épisodes)
- 2018 : Aux animaux la guerre (6 épisodes)
- 2021 : Les Aventures du jeune Voltaire (mini-série ; 4 épisodes)
- 2024 : Une amitié dangereuse (mini-série ; 4 épisodes)

### En tant que scénariste

#### Cinéma

##### Longs métrages
- 2000 : Mamirolle de Brigitte Coscas
- 2001 : Dieu est grand, je suis toute petite de Pascale Bailly
- 2009 : Ultimatum de lui-même (adaptation)

##### Court métrage
- 1988 : Jours de vagues de lui-même

#### Télévision

##### Téléfilms
- 1993 : Une femme sans histoire de lui-même
- 1996 : Long cours de lui-même
- 2005 : Nuit noire, 17 octobre 1961 de lui-même (dialogue)
- 2007 : Opération Turquoise de lui-même
- 2011 : L'Été des Lip de Dominique Ladoge
- 2011 : Emma de lui-même
- 2015 : Neuf jours en hiver de lui-même
- 2017 : Le Viol de lui-même
- 2019 : Je sais tomber de lui-même

##### Séries télévisées
- 1992 : Maigret (épisode : Maigret et la nuit du carrefour)
- 1992 : Haute Tension (épisode : Les Mauvais Instincts)
- 1996 : Combats de femme (épisode : Mariage d'amour)
- 2006 : Les Bleus : Premiers pas dans la police
- 2018 : Aux animaux la guerre (6 épisodes)
- 2021 : Les Aventures du jeune Voltaire (mini-série ; 4 épisodes)

## Distinctions

### Récompenses
- Festival de la fiction TV de Saint-Tropez 2004[3], pour À cran, deux ans après :
  - Meilleure réalisation
  - Meilleur scénario